# Tapoa (tỉnh)
Tapoa là một trong 45 tỉnh của Burkina Faso, tọa lạc ở vùng Est.
Tapoa có diện tích 14.594 km², dân số 235.288 người (ước tính năm 1997), mật độ dân số là 16,1 người/km²
Thủ phủ là Diapaga.

## Các tổng

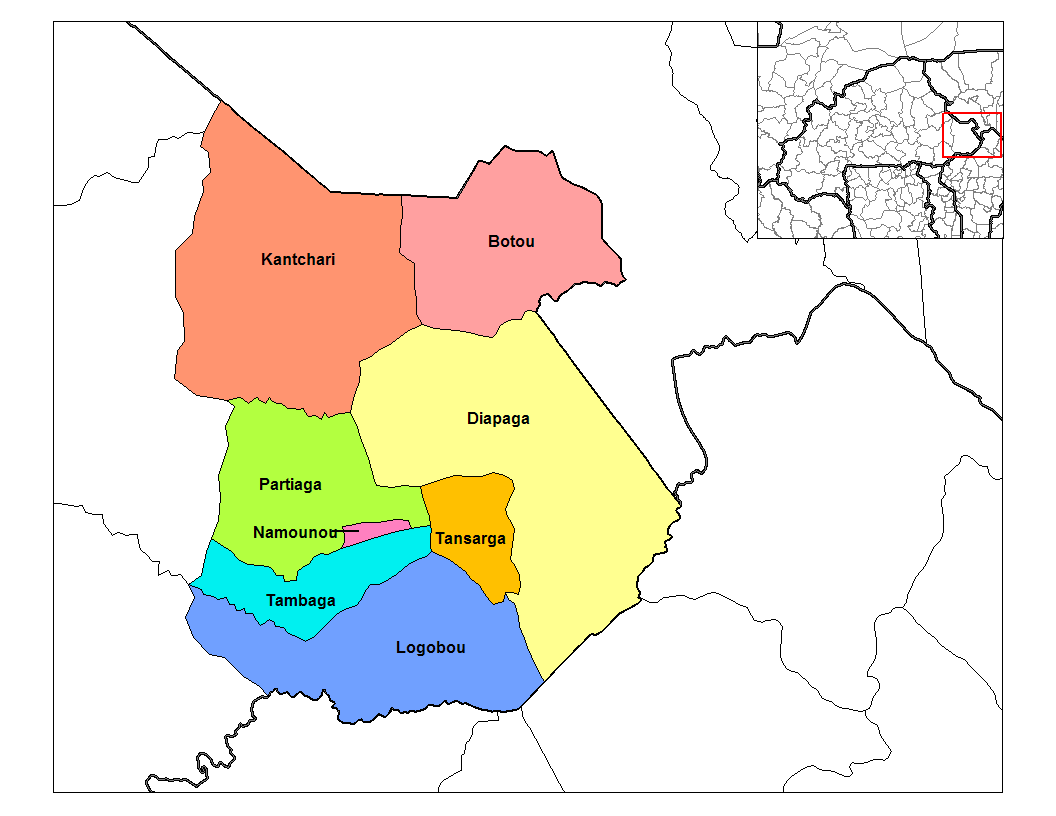
Các tổng của Tapoa

Tapoa được chia thành 8 tổng:
- Bottou
- Diapaga
- Kantchari
- Logobou
- Namounou
- Partiaga
- Tambaga
- Tansarga

## Các thị xã và thị trấn của Tapoa
| Đô thị                    | Vĩ độ       | Kinh độ    | Cao độ | Dân số (2004) |
| ------------------------- | ----------- | ---------- | ------ | ------------- |
| Bossongari                | 12° 35' 4N  | 1° 50' 6E  | 286 m. |               |
| Boto (Botou)              | 12° 39' 54N | 2° 3' 7E   | 244 m. |               |
| Diapaga                   | 12° 4' 15N  | 1° 47' 20E | 273 m. | 5.100 người   |
| Kanchari (Kantchari)      | 12° 28' 43N | 1° 30' 44E | 303 m. | 9.500 người   |
| Logobou                   | 11° 38' 1N  | 1° 40' 5E  | 227 m. |               |
| Namounou (Niamounou)      | 11° 51' 38N | 1° 41' 57E | 316 m. |               |
| Tambaga (Tambarga)        | 11° 47' 45N | 1° 44' 30E | 298 m. |               |
| Tansarga                  | 11° 52' 31N | 1° 52' 1E  | 303 m. |               |
| Tapoadyerma (Tapoadyèrma) | 12° 17' 27N | 1° 56' 20E | 241 m. |               |
| Tombaga                   | 11° 47' 45N | 1° 44' 30E | 298 m. |               |